# Gare de La Madeleine-sur-Lot
La gare de La Madeleine-sur-Lot est une gare ferroviaire française fermée de la ligne de Cahors à Capdenac, située sur le territoire des communes de Faycelles et de Capdenac, dans le département du Lot, en région Occitanie.
Elle est mise en service en 1886 par la Compagnie du chemin de fer de Paris à Orléans, et est fermée aux voyageurs en 1980.

## Situation ferroviaire
Établie à 169 mètres d'altitude, la gare de La Madeleine-sur-Lot est située au point kilométrique (PK) 724,96 de la ligne de Cahors à Capdenac, entre la gare fermée de Toirac et celle ouverte de Capdenac.
La ligne, en mauvais état, n'a plus de circulations.

## Service des voyageurs
Gare fermée située sur une section de ligne déclassée.